# Gornja Briga
Gornja Briga – wieś w Słowenii, w gminie Kočevje. W 2018 roku liczyła 6 mieszkańców.